# Mount Alford
Mount Alford är ett berg i Antarktis. Det ligger i Östantarktis. Nya Zeeland gör anspråk på området. Toppen på Mount Alford är 1 500 meter över havet.
Terrängen runt Mount Alford är kuperad åt sydväst, men åt nordost är den platt. Trakten är obefolkad. Det finns inga samhällen i närheten.